# Ælita
Ælita ist das siebte Studioalbum der schwedischen Band Mando Diao und beschreibt eine Neuorientierung und Abkehr vom Sound der früheren Alben.
Die Band ist benannt nach dem russischen Synthesizer Ælita, auf den sie 2011 gestoßen ist. Sie ließ sich beim Einspielen des neuen Albums maßgeblich von diesem Musikinstrument beeinflussen; so ist der Synthesizer in jedem Song zu finden, der Sound ist an die 1980er Jahre angelehnt.

## Tracklist
1. Black Saturday – 3:22
2. Rooftop – 4:57
3. Money Doesn’t Make You A Man – 5:06
4. Sweet Wet Dreams – 4:41
5. If I Don’t Have You – 7:46
6. Baby – 6:44
7. Lonely Driver – 4:28
8. Child – 6:52
9. Romeo – 4:13
10. Make You Mine – 6:14